# Козлов, Валерий Владимирович
Валерий Владимирович Козлов (род. 22 сентября 1969 года, Касли, Челябинская область, РСФСР, СССР) — российский государственный деятель, бывший глава МО ГО «Сыктывкар» — руководитель администрации (с 28 марта 2017 по 05 июля 2019).

## Биография
Родился в семье служащих. В 1986 году окончил сыктывкарскую школу № 21.
В 2004 году окончил Коми республиканскую академию государственной службы и управления, по специальности «Государственное и муниципальное управление, менеджер». В том же году по инициативе Валерия Козлова для была создана региональная общественная организация «Ассоциация попечительских советов Республики Коми», председателем президиума которой он стал на общественных началах.

## Карьера
Трудовую карьеру начал в 1987 году музыкантом в парке культуры и отдыха имени Кирова (Сыктывкар). В 1990 году стал музыкантом в культурном центре Сыктывкара при горкоме ВЛКСМ, в том же году перешёл на работу музыкантом и художником-светооформителем в Эстрадный театр «Дзирд Войт» при Коми республиканской филармонии (Сыктывкар).
В 1992 году назначен директором ТОО «Адек» (Сыктывкар). В том же году перешёл на работу в ООО «Скрин» (Сыктывкар), где проработал 14 лет до 2006 года, сначала исполнительным директором, затем генеральным.
В 2003 году избран депутатом Совета города Сыктывкар II созыва, затем переизбирался в 2007 году (III созыв) и 2015 году (V созыв).
С 2007 года на государственной и муниципальной службе. Классный чин — действительный муниципальный советник 1 класса.
В 2007—2008 годах— советник Главы Республики Коми.
В 2008—2015 годах — заместитель, первый заместитель главы администрации МО ГО «Сыктывкар», курировал вопросы культуры, молодёжной политики, физической культуры и спорта. По предложению Валерия Козлова были организованы конкурс социально значимых проектов среди некоммерческих организаций на предоставление виде муниципальных грантов на поддержку общественных инициатив, Общественный совет муниципального образования, городская добровольная народная дружина.
В 2015—2017 годах — Глава МО ГО «Сыктывкар» — Председатель Совета МО ГО «Сыктывкар».
С 2015 года член партии «Единая Россия». Секретарь Сыктывкарского местного отделения и член президиума регионального политсовета партии в Республике Коми.
28 марта 2017 —  5 июля 2019 — Глава МО ГО «Сыктывкар» — руководитель администрации. Полномочия прекращены досрочно 5 июля 2019 в связи с отставкой по собственному желанию.
В должности главы Сыктывкара инициировал разработку и принятие ряда муниципальных правовых актов, в том числе в сфере информационной политики и противодействия коррупции. Принимал участие в работе Союза городов Заполярья и Крайнего Севера, Союза городов Центра и Северо-Запада России, Всероссийского совета местного самоуправления.
С 10 июля 2019 — исполняющий обязанности представителя Республики Коми в Северо-западном регионе Российской Федерации, затем с 9 ноября 2019 по настоящее время — представитель Республики Коми в Северо-Западном регионе Российской Федерации.

## Личная жизнь
Женат, жена — Козлова Юлия Владимировна, двое детей — дочери Кристина (студентка) и Мария (учащаяся школы).

## Награды
- Медаль Президента Российской Федерации «За заслуги в проведении Всероссийской переписи населения» (2002);
- Почётная грамота Министерства образования и высшей школы Республики Коми (2005);
- Почётная грамота администрации МО ГО Сыктывкара (2006);
- Почётная грамота Министерства культуры Республики Коми (2010);
- Почётная грамота Министерства национальной политики Республики Коми (2012);
- Почётная грамота Республики Коми (2012);
- Благодарность Комитета Государственной Думы Федерального Собрания Российской Федерации по федеративному устройству и вопросам местного самоуправления (2014);
- Почётная грамота Агентства Республики Коми по физической культуре и спорту (2015);
- Благодарность Главы Республики Коми (2015);
- Почётная грамота Совета МО ГО «Сыктывкар» (2017);
- За активное участие в работе по подготовке и проведению выборов Президента Российской Федерации 2012 и 2018 годов отмечен Благодарностями Президента Российской Федерации, Благодарностью Территориальной избирательной комиссии города Сыктывкара.